# ژرفاسنجی

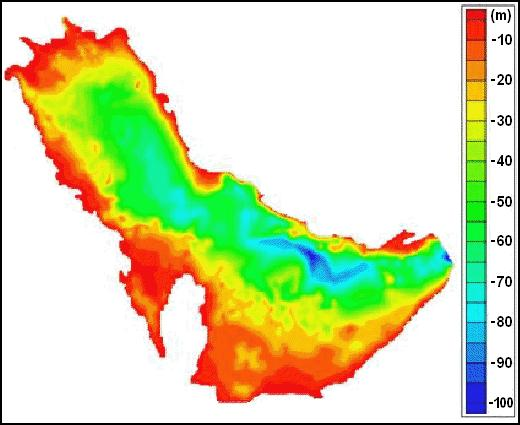
ژرفاسنجی خلیج فارس

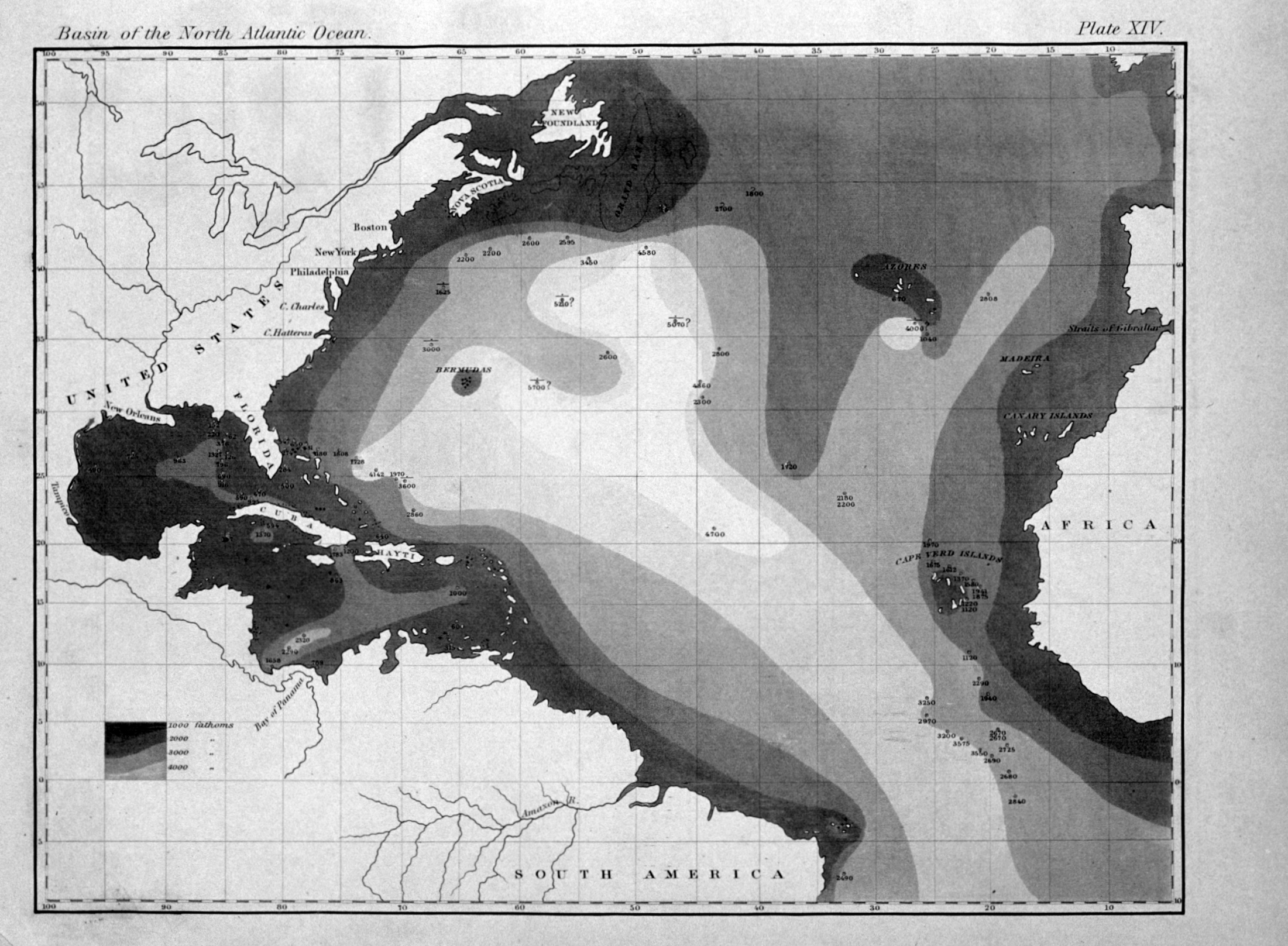
اولین نقشه چاپ شده از ژرفاسنجی اقیانوسی تهیه شده با استفاده از اطلاعات یواس‌اس دلفین (۱۸۳۶)

ژَرفاسنجی یا عمق‌سنجی به طور خلاصه به معنی اندازه‌گیری عمق آب یک دریا، دریاچه یا اقیانوس است.
به این منظور، امواج الکترومغناطیسی یا صوتی را از یک منبع موج به درون آب می‌فرستند و منتظر بازگشت آن‌ها به بالا پس از برخورد به کف دریا می‌شوند و با توجه به معلوم بودن سرعت امواج، ژرفای دقیق آب را می‌یابند. با استفاده از این روش نقشه‌هایی از دریاها کشیده شده است که با توجه به نمایاندن عمقشان برای مشخص کردن امنیت ناوبری سطحی و زیرسطحی و موارد دیگر به کار می‌روند.
ژرفاسنجی، پایه و اساس دانش آب‌نگاری است؛ گرچه آب‌نگاری به دیگر جنبه‌های فیزیکی آب‌ها (علاوه بر عمق) نیز می‌پردازد.

## ابزار مورد استفاده
امروزه برای تعیین عمق آب دریاها و دریاچه‌ها به طور گسترده از یک سونار که بر روی یک قایق سوار شده و امواج صوتی منتشر می‌کند یا یک سنسور لیدار که امواج الکترومغناطیسی را منتشر می‌کند استفاده می‌کنند.

## ژرفاسنجی در گذشته
پیش از استفاده از امواج در ژرفاسنجی، استفاده از یک طناب بلند و سنگین در تعیین ژرفای دریاها (ژرفایابی) مرسوم بود. اما این روش به دلیل خطاها و محدودیت‌های فراوان امروزه کاربردی ندارد.